# Rihei Sano
Rihei Sano (jap. 佐野 理平 Sano Rihei; ur. 21 września 1912 w Shizuoka, zm. 26 marca 1992) – japoński piłkarz, reprezentant kraju.

## Kariera klubowa
Od 1935 do 1937 roku występował w klubie Uniwersytetu Waseda.

## Kariera reprezentacyjna
Karierę reprezentacyjną rozpoczął w 1936 roku. W sumie w reprezentacji wystąpił w dwóch spotkaniach. Został powołany do kadry na Igrzyska Olimpijskie 1936.

## Statystyki
| Reprezentacja Japonii | Reprezentacja Japonii | Reprezentacja Japonii |
| Rok                   | Mecze                 | Gole                  |
| --------------------- | --------------------- | --------------------- |
| 1936                  | 2                     | 0                     |
| Razem                 | 2                     | 0                     |